# Bitva u Lützenu
Bitva u Lützenu (16. listopadu 1632) se odehrála mezi císařskými vojsky pod vedením Albrechta z Valdštejna a švédskými a saskými vojsky pod vedením krále Gustava II. Adolfa. Skončila prakticky nerozhodně, švédský král však padl. Boje se na obou stranách účastnili vojáci českého původu.

## Před bitvou
V polovině roku 1632 stály u Norimberku proti sobě dvě armády: spojená švédsko-saská armáda pod vedením Gustava II. Adolfa a armáda katolické ligy v čele s generálem Albrechtem z Valdštejna. Na švédské straně působila řada českých emigrantů většinou v pluku Jindřicha Matyáše Thurna a na katolické straně bojovali Češi přímo pod Valdštejnovým vedením. Valdštejn odmítl otevřenou bitvu, vybudoval opevněný tábor a výpady ohrožoval kolony se zásobami proviantem. Ztráty způsobené přestřelkami a rostoucí zásobovací potíže donutily švédskou armádu, aby se dala na ústup od Norimberka. Albrecht z Valdštejna se rozhodl, že přezimuje v saském kurfiřtství, které zatím nebylo průchody a ubytováním vojsk vyčerpáno. I vojsko Gustava Adolfa postupovalo do Saska. Po několika potyčkách, k nimž došlo 15. listopadu, se ukazovalo, že dojde k zásadnímu střetnutí. Protestantské vojsko bylo v té době početnější, mělo 10 tisíc pěšáků, 5 100 jezdců a 60 děl oproti 8 tisícům pěšáků, 5 400 jezdcům a 21 dělům katolické strany. Albrecht z Valdštejna se proto na bitvu začal ještě v noci okamžitě připravovat. Vojáci vykopali příkopy, hloubili, rozmisťovali se do svých pozic.

## Bitva

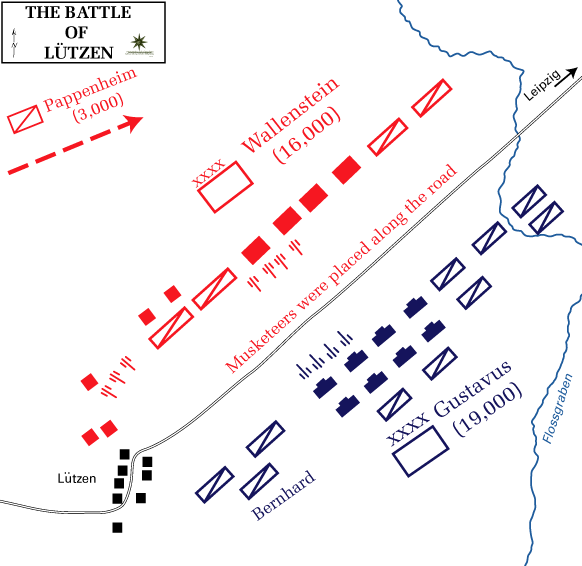
Pozice oddílů před bitvou

Bitva byla zahájena 16. listopadu na obou stranách dělostřeleckou palbou a výpady jezdectva, až když se zvedla mlha. Na jejím počátku měl švédský král převahu, když zaútočil proti slabšímu levému křídlu protivníka. Pohyb Gustavovy pěchoty byl zdržen zakopanými mušketýry, ale švédské jednotky postupovaly vpřed. Na poslední chvíli v poledne dorazilo na bojiště vojsko Gottfrieda Jindřicha Pappenheima, které zjednalo v rozbitých řadách pořádek. Před rozhodujícím úderem byl však Pappenheim smrtelně raněn a jeho rejtaři začali prchat. Do odkryté mezery vyslal Valdštejn kyrysnické pluky z pravého křídla a situaci zachránil. Mezitím se král Gustav Adolf odhodlal k osudnému činu a zaútočil se svým oblíbeným plukem na pozice katolíků. V boji byl těžce raněn, spadl z koně a byl ubit vojáky protivníka, kteří však nevěděli, o koho se ve skutečnosti jedná. Smrt svého krále se podařilo Švédům utajit a bitva dále pokračovala. Jakmile se některé katolické oddíly dozvěděly o smrti Pappenheima, daly se na ústup. Oslabené vojsko však vedl do útoku osobně Albrecht z Valdštejna, který byl raněn. Švédové se rozhodli zaútočit na pravé křídlo protivníka, ovšem posily císařských, které právě dorazily, zahájily takovou silnou palbu z mušket, že se útočící jednotky musely stáhnout. Boj se přeléval ve vlnách tam a zpět. Když se okolo páté začalo smrákat, nebylo již možno v mlze a dýmu ze střelby rozeznat přítele od nepřítele a boj postupně ustával. Valdštejn se rozhodl stáhnout z důvodu obav z možného příchodu posil saského kurfiřta Jana Jiřího. V noci opustil bojiště a stáhl se za hradby Lipska. Z tohoto hlediska se sice Švédové mohli považovat za vítěze, ovšem z hlediska smrti krále Gustava tomu tak nebylo.
Při této bitvě přišlo o život 5 tisíc císařských vojáků a 4 tisíce Švédů.

## Po bitvě

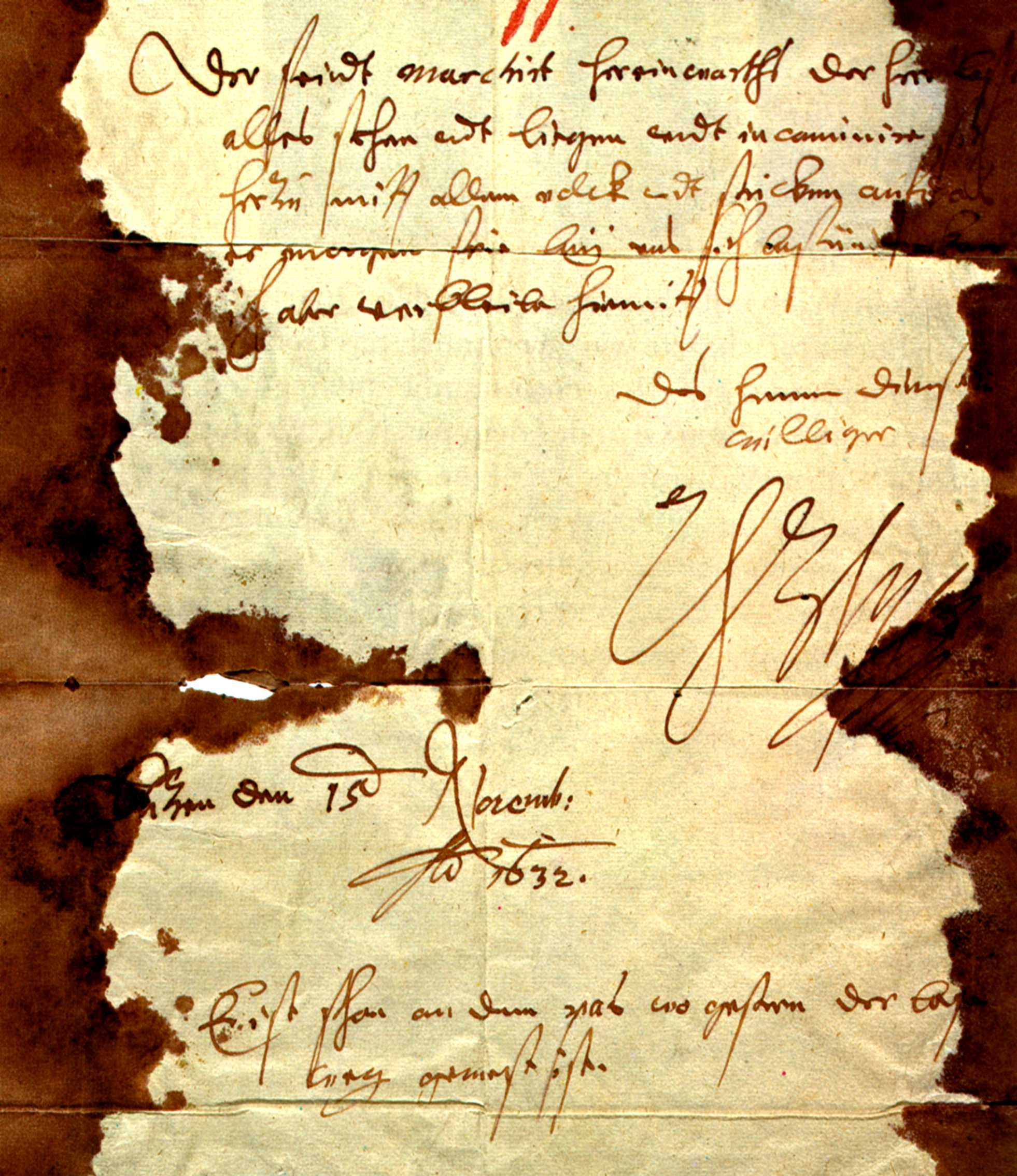
Valdštejnův písemný rozkaz Pappenheimovi v bitvě u Lützenu. Papír byl na okrajích potřísněn krví smrtelně zraněného Pappenheima

Vídeň přijala vítězství za své a kazatel Gaus zahrnul Valdštejna před celým dvorem chvalozpěvy. I tak si ale Valdštejn vysloužil tvrdou kritiku strahovského opata Kašpara z Questenberka a prezidenta válečné rady Jindřicha Šlika. Mezi padlými na císařské straně byli Valdštejnův bratranec Berchtold a kníže-opat z Fuldy. Ze všech padlých v krvavé bitvě se nejvíce poct dostalo věhlasnému polnímu maršálkovi Gottfriedovi z Pappenheimu, na jehož počest nechal Valdštejn na své náklady(!) 3 dny vyzvánět ve všech pražských kostelech.
Stejně neoblomně ale Valdštejn také trestal dezerci – čekal jej soud se 17 vinnými důstojníky a náhodně vylosovanými vojáky z pluků, které uprchly z boje během bitvy u Lützenu. Rozsudky byly vyneseny 11. února 1633, milost od Valdštejna, jak se dalo očekávat, nedostal nikdo, a popravní lešení stálo na Staroměstském náměstí, symbolicky na stejném místě, kde bylo popraveno i sedmadvacet pánů (21. června 1621). K popravám dezertérů 14. února 1633 byl přivolán i týž kat, Jan Mydlář. Událost vešla do dějin jako Pražský krvavý soud. Valdštejn odmítl i žádost o milost pro osmnáctiletého rytmistra Staitze, který na všechny zapůsobil svým zjevem a vystupováním, přestože o milost pro mladého šlechtice požádali Heinrich Holk, Ottavio Piccolomini a další důstojníci.
Armáda nebyla rozpuštěna se záměrem osvobodit Slezsko. On sám se přesunul z pražského paláce zpět do Jičína, kde mu 16. května 1633 mluvčí české emigrace Jan Varlich mladší z Bubna nabídl českou královskou korunu. Léto 1633 patřilo osvobozování Slezska.
V roce 2011 byl objeven hromadný hrob s vojáky padlými v bitvě u Lützenu. Většina z nich byla ve věku 20 až 30 let a často se jednalo o veterány, kteří měli zhojená zranění z dřívějších bitev.